# بامب‌شل (اصطلاح عامیانه)

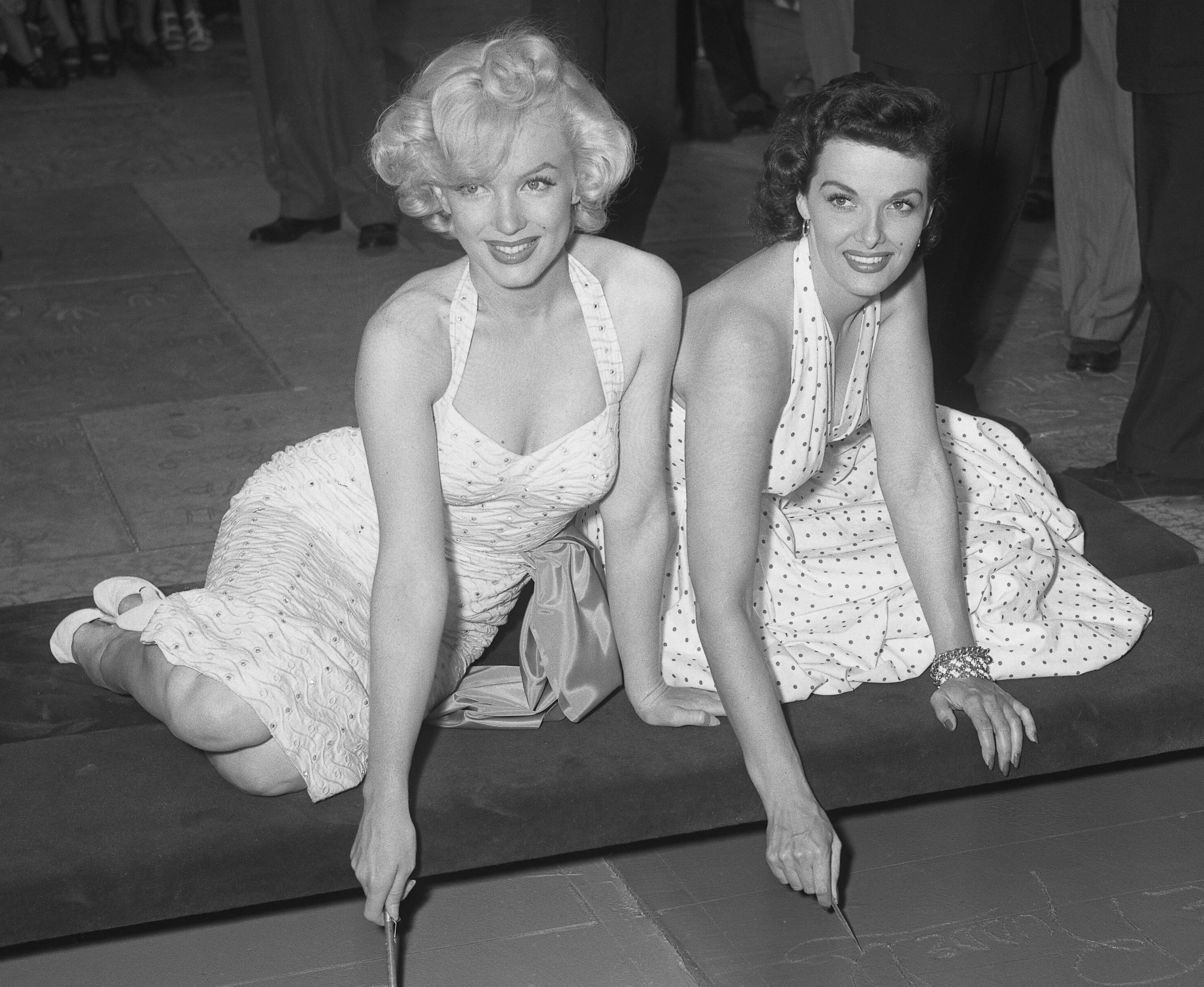
مریلین مونرو و جین راسل

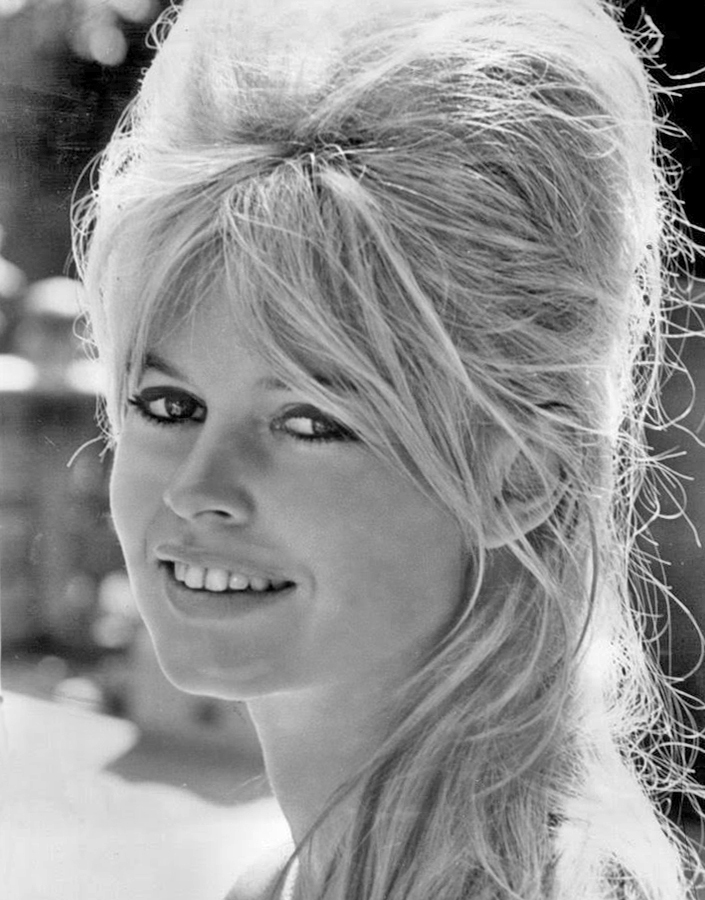
بریژیت باردو در ۱۹۶۲

اصطلاح بامب‌‌شل (به انگلیسی: Bombshell) یک اشاره به اصطلاح «نماد سکس» است. این اصطلاح در اصل برای توصیف زنان سرشناس و محبوبی استفاده می‌شود که خیلی دلربا به نظر می‌رسند. واژه‌نامه برخط ریشه‌شناسی نوشتهٔ داگلاس هارپر، تأیید می‌کند که هرگونه استفاده از این واژه از ۱۹۴۲ و پس از آن، به این معنا می‌باشد. البته بامب‌شل از ۱۸۶۰ به یک معنای کاملاً متفاوت و قدیمی‌تر دیگر هم هست؛ «یک رویداد یا چیز شکننده و ویرانگر».